# Campana de Sangwonsa

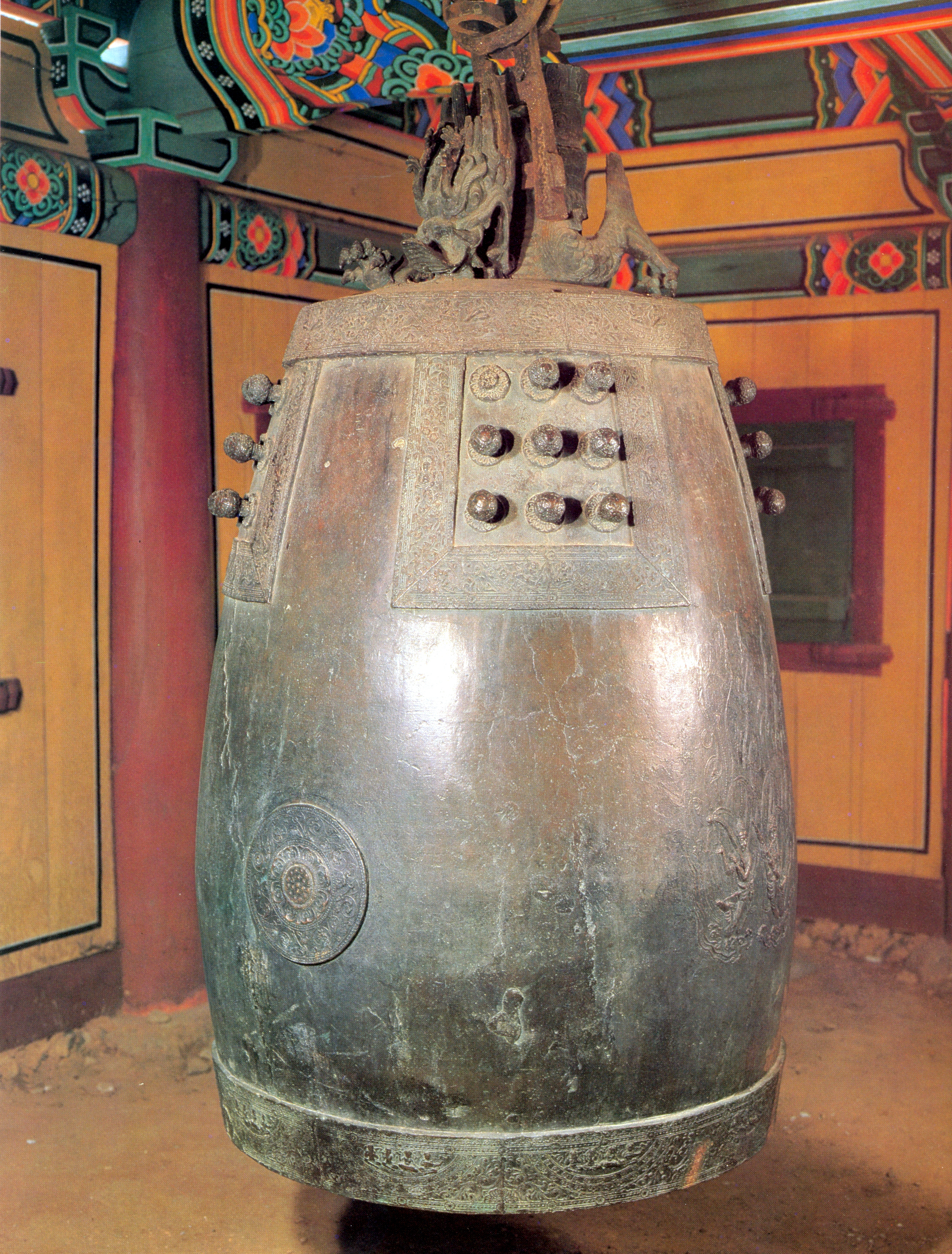
Campana de Sangwonsa
Hangul:상원사 동종

Campana de Sangwonsa es una campana de cobre designado Tesoros Nacionales de Corea del Sur #36.

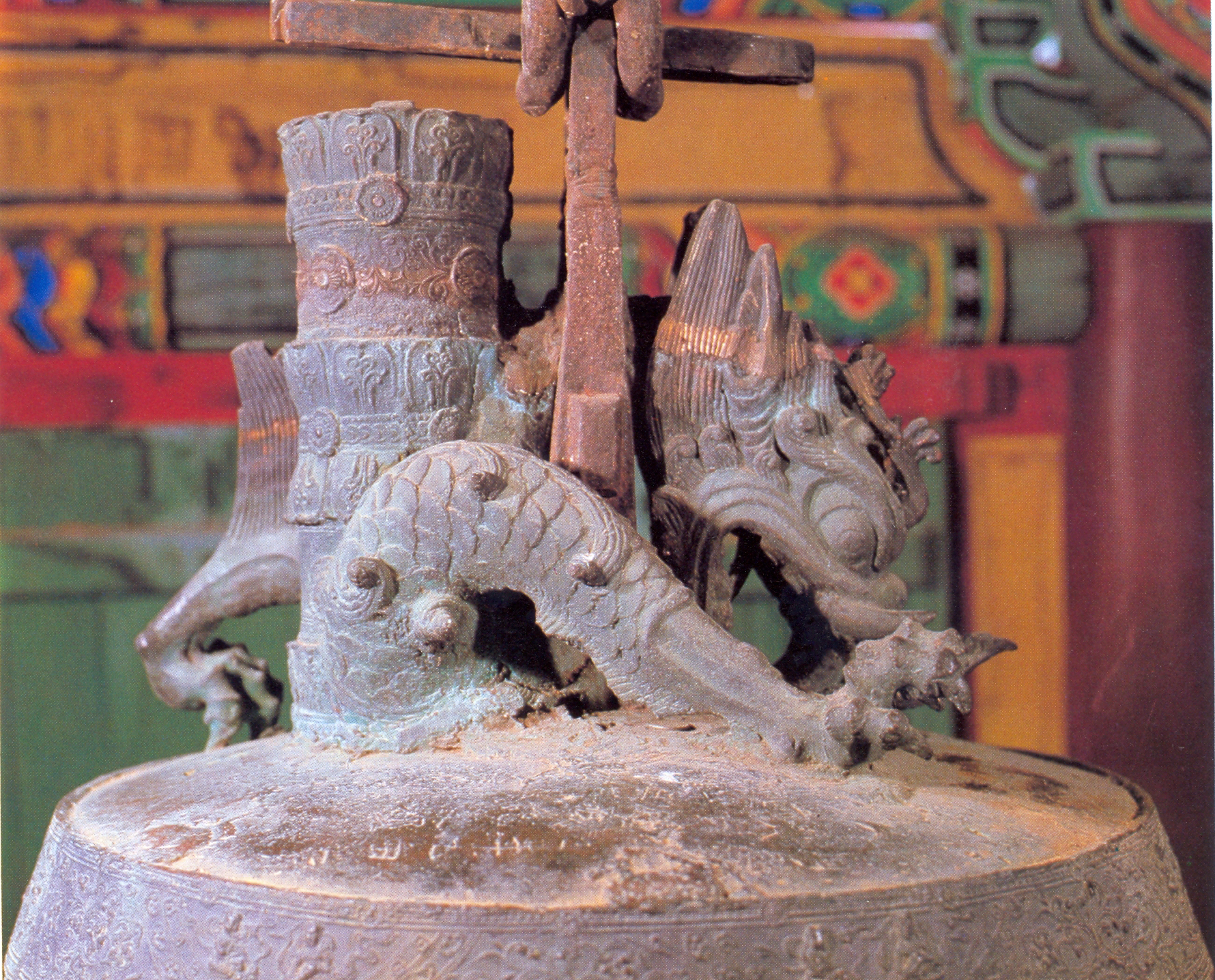
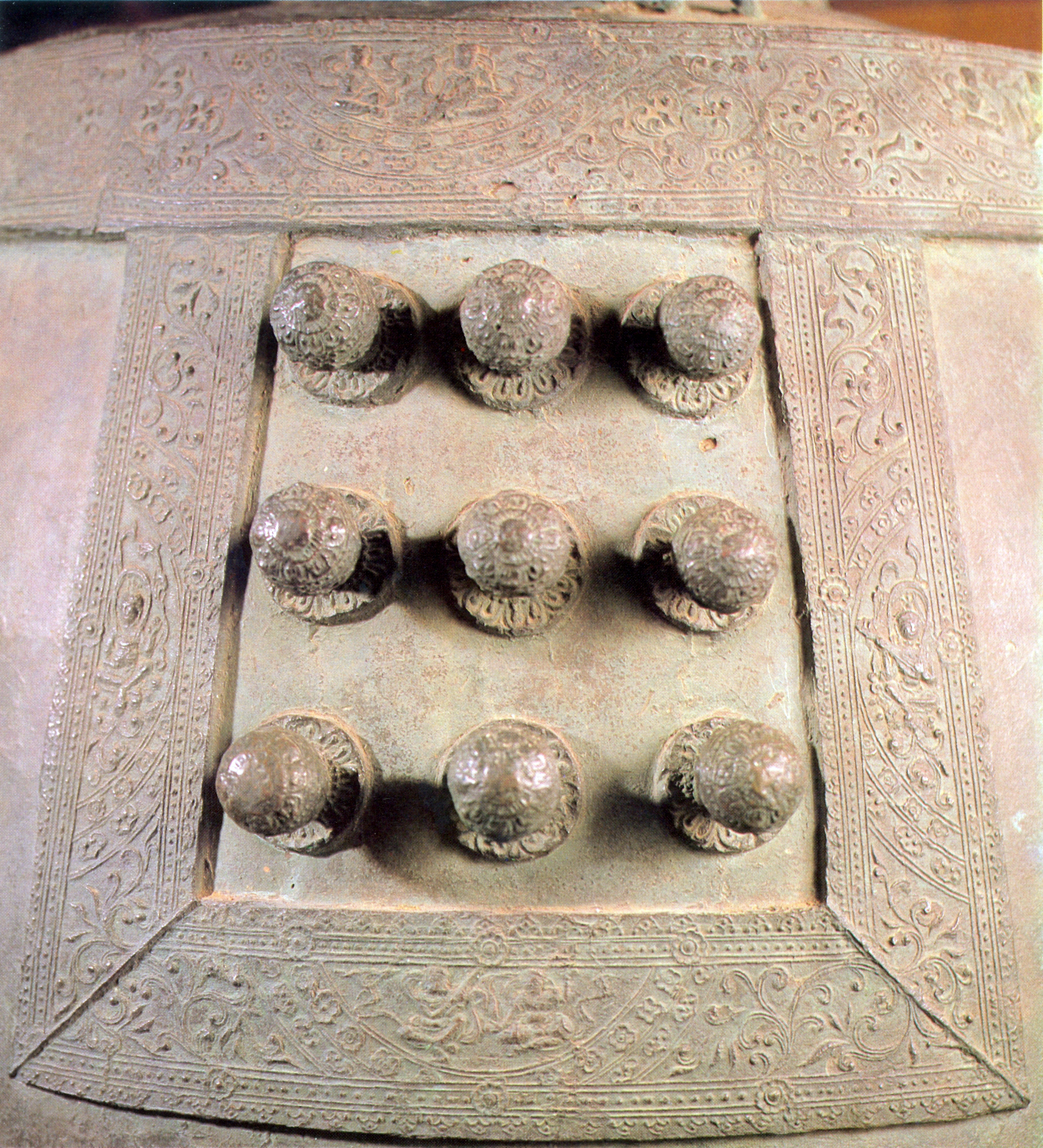
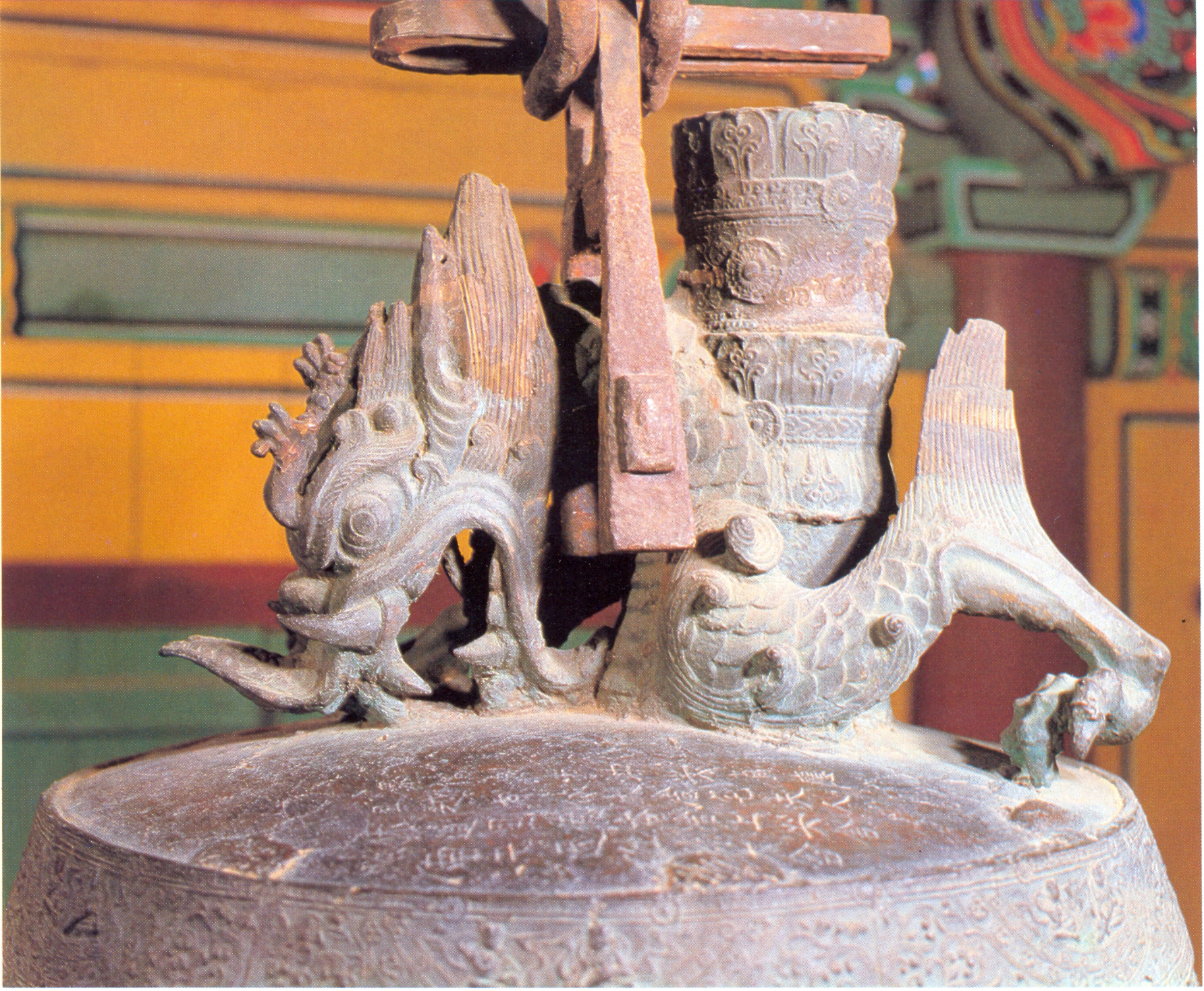
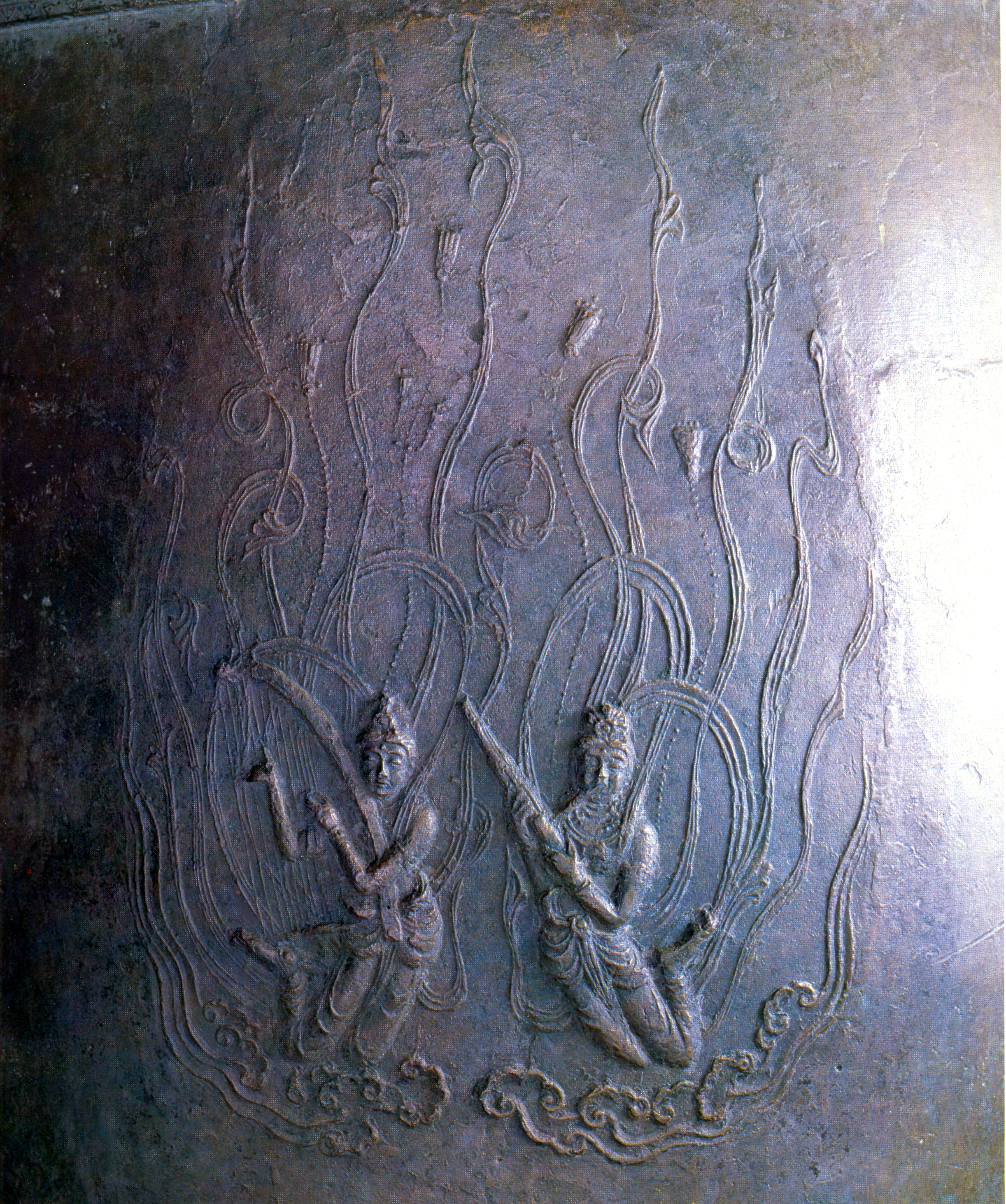
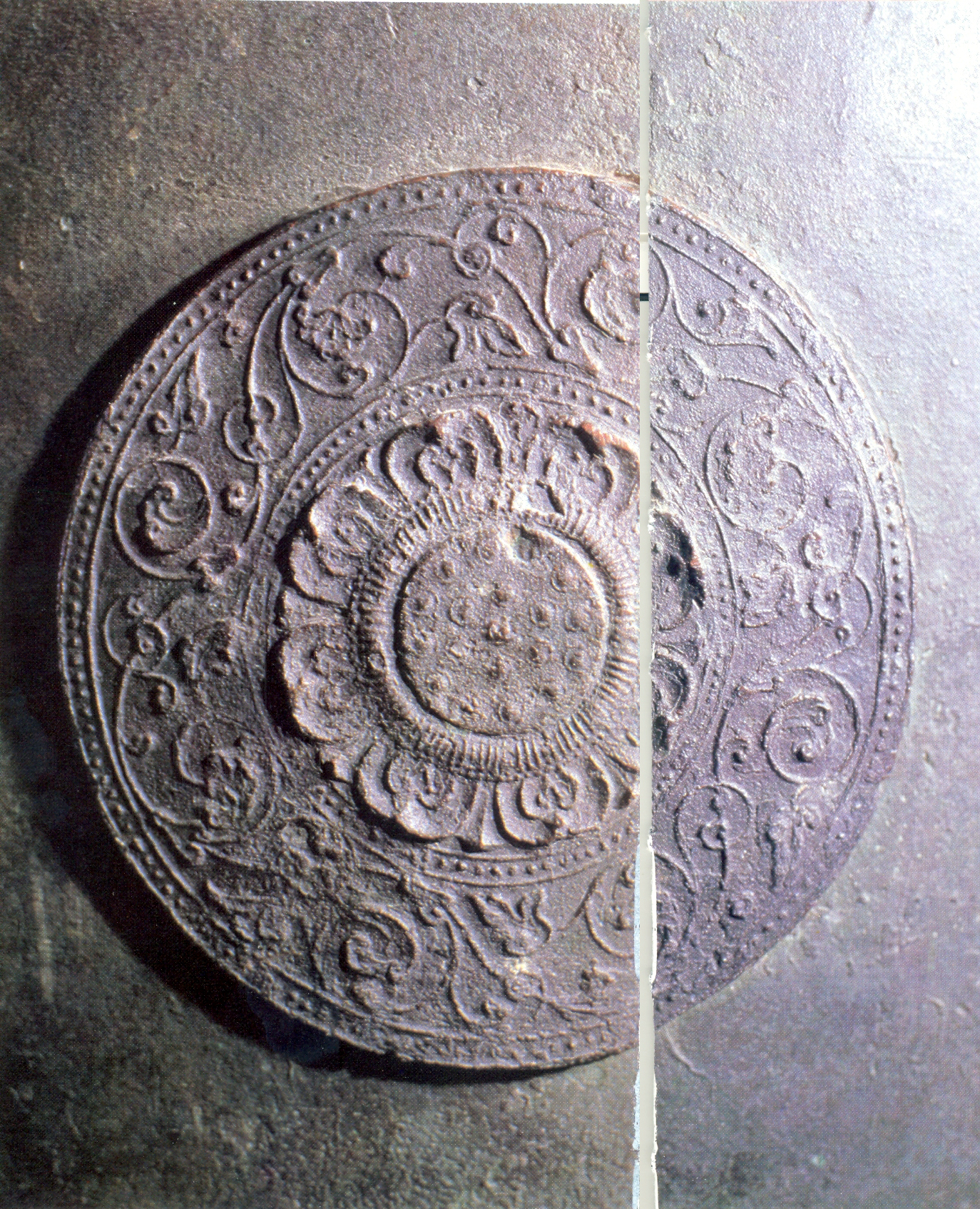